# Cottonwood (Alabama)
Cottonwood é uma cidade  localizada no estado americano do Alabama, no Condado de Houston.

## Demografia
Segundo o censo americano de 2000, a sua população era de 1170 habitantes.
Em 2006, foi estimada uma população de 1172, um aumento de 2 (0.2%).

## Geografia
De acordo com o United States Census Bureau, a localidade tem uma área de 14,2 km², sem área coberta por água. Cottonwood localiza-se a aproximadamente 74 m acima do nível do mar.

## Localidades na vizinhança
O diagrama seguinte representa as localidades num raio de 24 km ao redor de Cottonwood.